# Patagioenas
Patagioenas is een geslacht van vogels uit de familie van de duiven (Columbidae).

## Soorten
Het geslacht omvat de volgende 17 soorten:
- Patagioenas araucana – Chileense duif
- Patagioenas caribaea – Jamaicaduif
- Patagioenas cayennensis – Rosse duif
- Patagioenas corensis – Naaktoogduif
- Patagioenas fasciata – Bandstaartduif
- Patagioenas flavirostris – Roodsnavelduif
- Patagioenas goodsoni – Goodsons duif
- Patagioenas inornata – Wijnrode duif
- Patagioenas leucocephala – Witkapduif
- Patagioenas maculosa – Vlekduif
- Patagioenas nigrirostris – Kortsnavelduif
- Patagioenas oenops – Salvins duif
- Patagioenas picazuro – Picazuroduif
- Patagioenas plumbea – Loodgrijze duif
- Patagioenas speciosa – Geschubde duif
- Patagioenas squamosa – Roodhalsduif
- Patagioenas subvinacea – Purperduif